# Zlato Polje
Zlato Polje este o localitate din comuna Lukovica, Slovenia, cu o populație de 41 de locuitori.